# Гурая
„Гурая“ е крайбрежен национален парк в Алжир.
Разположен е в област Беджая, близо до светилището Сиди Туати, северно от Беджая, непосредствено до града. Паркът включва достигащата до 660 метра надморска височина планина Гурая с много скали и плажове. За много алжирци Гурая е удобно място за плуване.
Паркът е обявен за биосферен резерват от ЮНЕСКО. Притежава разнообразна флора и фауна, включително маготи и чакали, които живеят в горите на парка.